# Matouš Trmal
Matouš Trmal, né le 2 octobre 1998 à Znaïm en Tchéquie, est un footballeur tchèque qui évolue au poste de gardien de but au Mladá Boleslav.

## Biographie

### En club
Né à Znaïm en Tchéquie Matouš Trmal est formé au FC Slovacko, en Tchéquie. Il joue son premier match en professionnel le 28 octobre 2018, face au FC Viktoria Plzeň, en championnat. Son équipe est battue sur le score de deux buts à un ce jour-là. Il obtient à partir de ce match une place de titulaire dans les buts du FC Slovacko.
Le 31 juillet 2020 Matouš Trmal rejoint le Portugal pour sa première expérience à l'étranger, en s'engageant avec le Vitória Guimarães pour un contrat de cinq ans.
Le 25 juillet 2022, Matouš Trmal est prêté par le Vitória Guimarães au CS Marítimo pour une saison avec option d'achat.
Le 7 juillet 2023, Matouš Trmal quitte définitivement le Vitória Guimarães pour s'engager en faveur du FK Mladá Boleslav. Il signe un contrat courant jusqu'en juin 2026.
Il joue son premier match sous ses nouvelles couleurs le 23 juillet 2023, lors de la première journée de la saison 2023-2024 du championnat tchèque, face au FK Jablonec. Il est titularisé et son équipe s'impose par trois buts à un.

### En sélection
Matouš Trmal est appelé pour la première fois avec l'équipe de Tchéquie espoirs en mars 2019, mais il fête sa première sélection le 5 juin 2019, lors d'un match amical face à la Russie. Il est titulaire ce jour-là, et son équipe s'impose sur le score de un but à zéro. Le 9 septembre 2019, il garde pour la deuxième fois les buts de la sélection espoirs, contre la France. Les Tchèques sont battus 3-1 ce jour-là.